# 물리 주소

가상 주소 공간과 물리 주소 공간 간의 관계를 기술한 그림.

물리 주소(物理 住所, Physical Address)란 컴퓨터의 메인 메모리를 접근할 때 사용되는 주소이며, 이 주소는 기억 장치의 주소 레지스터에 적재된다. 물리 주소 공간(Physical Address Space)은 물리 주소로써 접근 가능한 주소 공간이며 실제 메모리 공간과 같다.

## 초기의 컴퓨터
초기의 컴퓨터에서는 프로세스에 대해 물리 주소 공간이 제공되었다. 컴파일러가 컴파일 과정에서 적절히 절대적 주소를 할당해주는 방식이다. 때문에 시작주소의 위치가 바뀌어야 할 경우에는 컴파일을 다시 해야만 하였다. MS-DOS의 .COM 형식의 프로그램이 물리 주소 공간을 사용하는 가장 대표적인 예이다.

## 한계점과 해결책
물리 주소 공간만으로는 메인 메모리의 크기보다 용량이 큰 프로그램을 메모리에 적재할 수 없으므로 실행이 불가능하다. 또한 컴파일할 때 물리주소를 지정하기 때문에 여러 개의 프로그램을 동시에 수행하는 것이 어렵다. 이러한 한계를 극복하기 위해 가상 메모리 기법이 고안되었다.

## 같이 보기
- 가상 주소